# 卡松渡乡
卡松渡乡，是中华人民共和国四川省甘孜藏族自治州德格县下辖的一个乡镇级行政单位。

## 行政区划
卡松渡乡下辖以下地区：
麦拉村、列西村、银多村、然卡村和扎拉村。